# Fordson Thames 7V
Fordson 7V або Fordson Thames 7V, залежно від дилерської мережі, були серією комерційних вантажівок середньої та великої вантажопідйомності, виробленої компанією Ford Britain і випускалися між 1937 і 1949 роками.